# Liste der Biografien/Wesp
Liste der Biografien |
Portal Biografien |
Personensuche
# |
A |
B |
C |
D |
E |
F |
G |
H |
I |
J |
K |
L |
M |
N |
O |
P |
Q |
R |
S |
T |
U |
V |
W |
X |
Y |
Z |
?
 
Wa |
Wc |
Wd |
We |
Wh |
Wi |
Wj |
Wl |
Wn |
Wo |
Wr |
Ws |
Wt |
Wu |
Ww |
Wy |
Wz
 
Wea |
Web |
Wec |
Wed |
Wee |
Wef |
Weg |
Weh |
Wei |
Wej |
Wek |
Wel |
Wem |
Wen |
Weo |
Wep |
Wer |
Wes |
Wet |
Weu |
Wev |
Wew |
Wex |
Wey |
Wez
 
Wesa |
Wesc |
Wesd |
Wese |
Wesh |
Wesj |
Wesk |
Wesl |
Wesn |
Weso |
Wesp |
Wess |
West |
Wesz
Die Liste der Biografien führt alle Personen auf, die in der deutschsprachigen Wikipedia einen Artikel haben. Dieses ist eine Teilliste mit 10 Einträgen von Personen, deren Namen mit den Buchstaben „Wesp“ beginnt.

## Wesp
- Wesp, Johann (1886–1954), Landtagsabgeordneter Volksstaat Hessen
- Wesp, Moritz (* 1990), deutscher Jazzmusiker
- Wesp, Peter (* 1936), deutscher Schauspieler, Synchronsprecher, Dialogbuchautor und Dialogregisseur
- Wesp, Uwe (* 1942), deutscher Meteorologe und ModeratorUwe Wesp (* 1942)

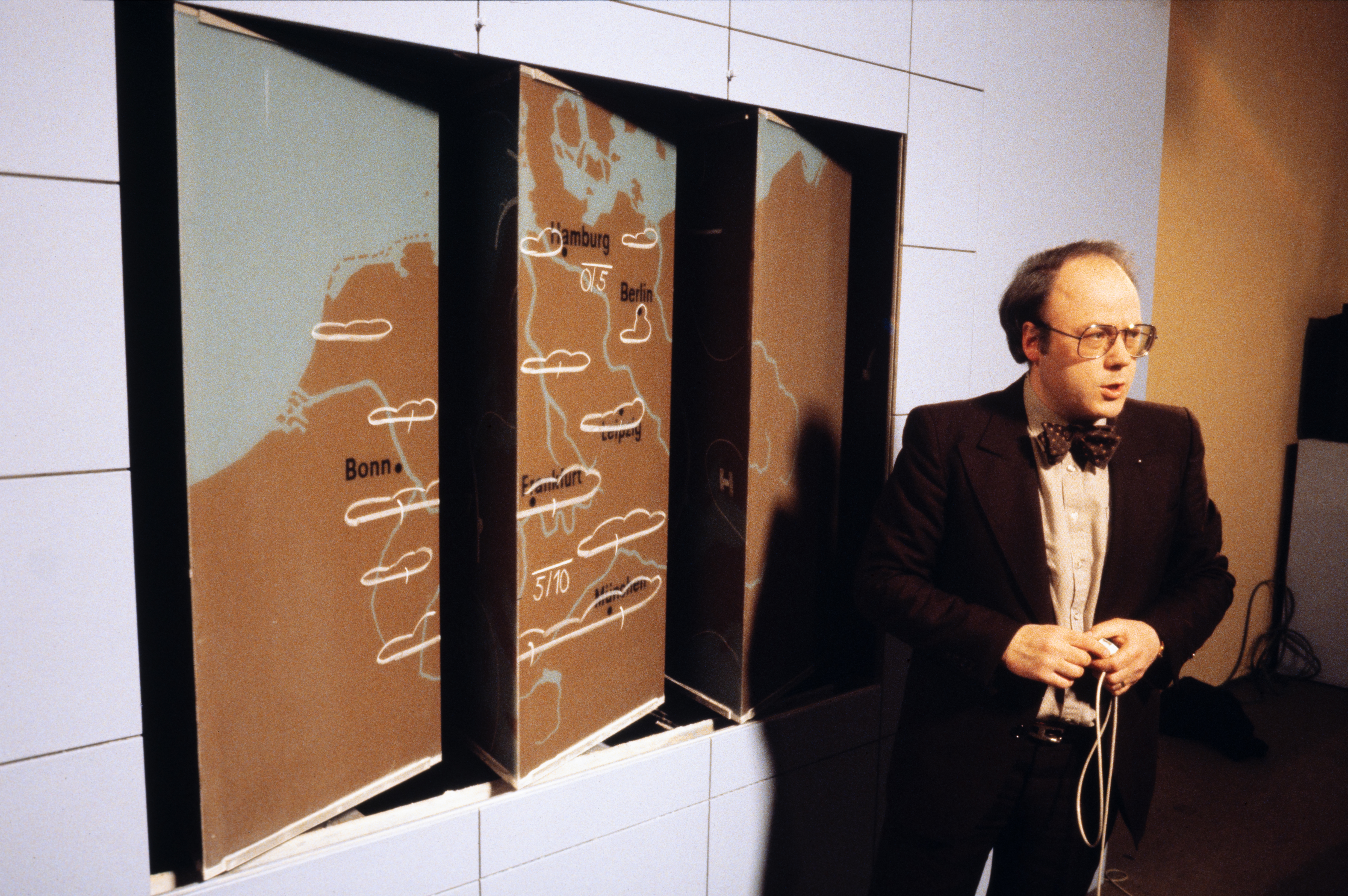
Uwe Wesp (* 1942)

### Wespe
- Wespel, Manfred (* 1942), deutscher Germanist, Pädagoge und Hochschullehrer

### Wesph
- Wesphael, Bernard (* 1958), belgischer Sozialpädagoge und ehemaliger Politiker der Partei Ecolo

### Wespi
- Wespien, Johann von (1700–1759), deutscher Tuchfabrikant und Bürgermeister der Stadt Aachen
- Wespin, Catharina Dorothea (1810–1887), Gründerin der Familie Wespin-Stiftung Mannheim
- Wespiser, Delphine (* 1992), französisches Model und Moderatorin

### Wespy
- Wespy, Léon (1858–1933), deutscher Lehrer, Schuldirektor, Senator, Stadtschulrat, Autor und Herausgeber